# Levočská patka

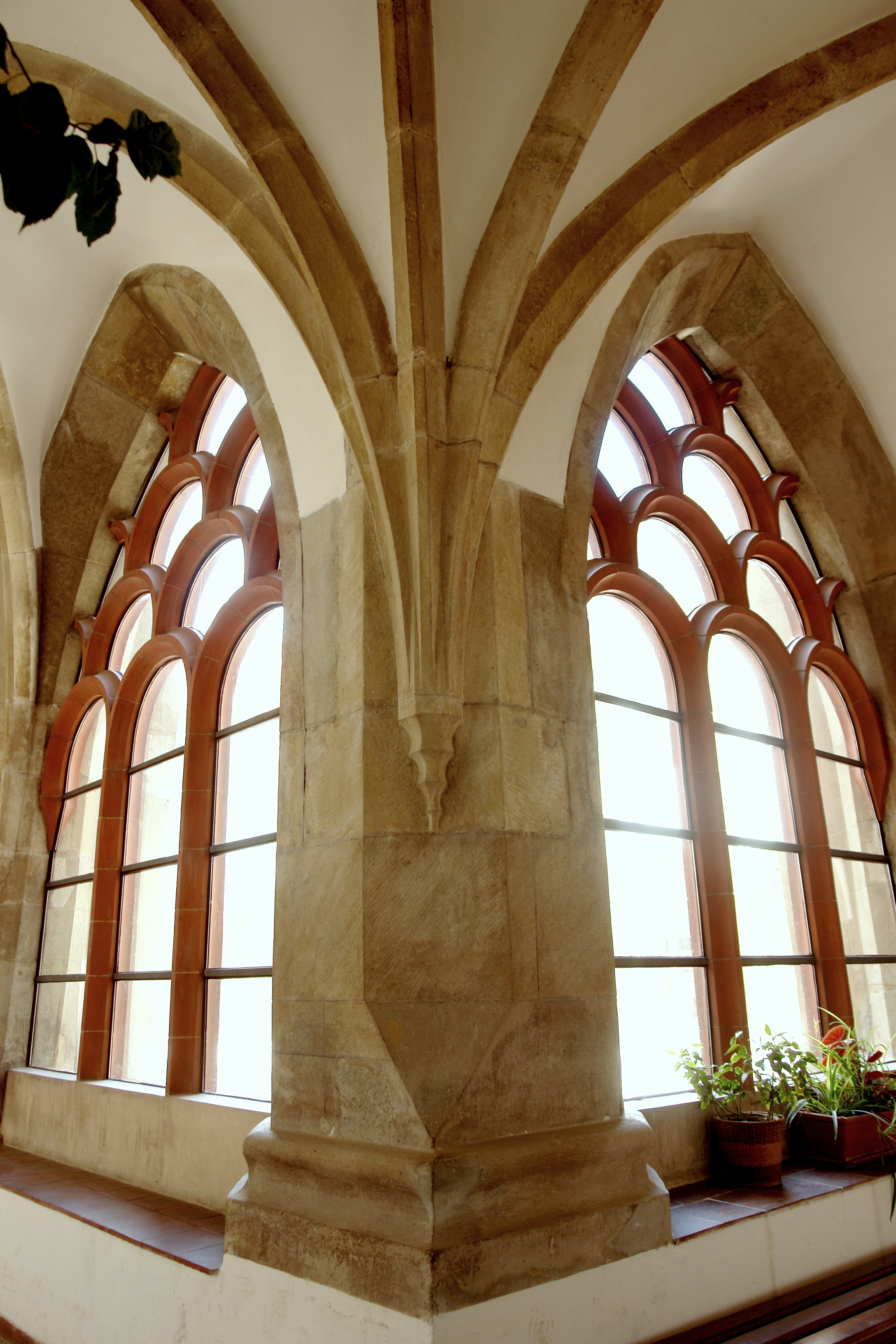
Detail levočské patky v gotickém ambitu starého minoritského kláštera v Levoči

Levočská patka je ojedinělý architektonický prvek gotické architektury, který se vyskytuje pouze v Levoči a na Spiši. Jedná se o charakteristickou špičatou patku zakončenou pětinásobným podlomením nebo dělenou konzolí.
Levočská patka je pravděpodobně odvozena od architektonické morfologie mendikantských staveb z počátku 14. století v Podunají, jako je chór dominikánského kostela v Kremži (první čtvrtina 14. století), chór bývalého minoritského kostela ve Steinu an der Donau (cca 1320), bývalý kostel klarisek v Sankt Veit an der Glan (druhá čtvrtina 14. století) či kaple svaté Kateřiny v Bratislavě. Podle Juraje Žáryho se na přelomu 13. a 14. století používaly ostře podříznuté zkrácené přípory, např. v klášteře klarisek v Dürnsteinu (1289–1304) nebo v cisterciáckém klášteře Zlatá Koruna (1300). Později se staly součástí morfologického repertoáru cisterciáckých stavebních hutí v německém prostředí.
Různé varianty levočské patky se nacházejí především v presbytáři, ambitu a ve východním křídle bývalého staroměstského minoritského kostela v Levoči, dále v bazilice svatého Jakuba a v jednom případě na severní straně sakristie v kostele svatého Serváce ve Vrbově (1350), kde již nedosahuje kvality levočské patky.
Termín levočská patka poprvé použil Jaroslav Bureš v roce 1965 ve své disertační práci Středověké stavby slovenských mendikantů. Příspěvek k charakteristice slovenské gotiky. Termín byl později převzat i do odborné literatury.

## Galerie

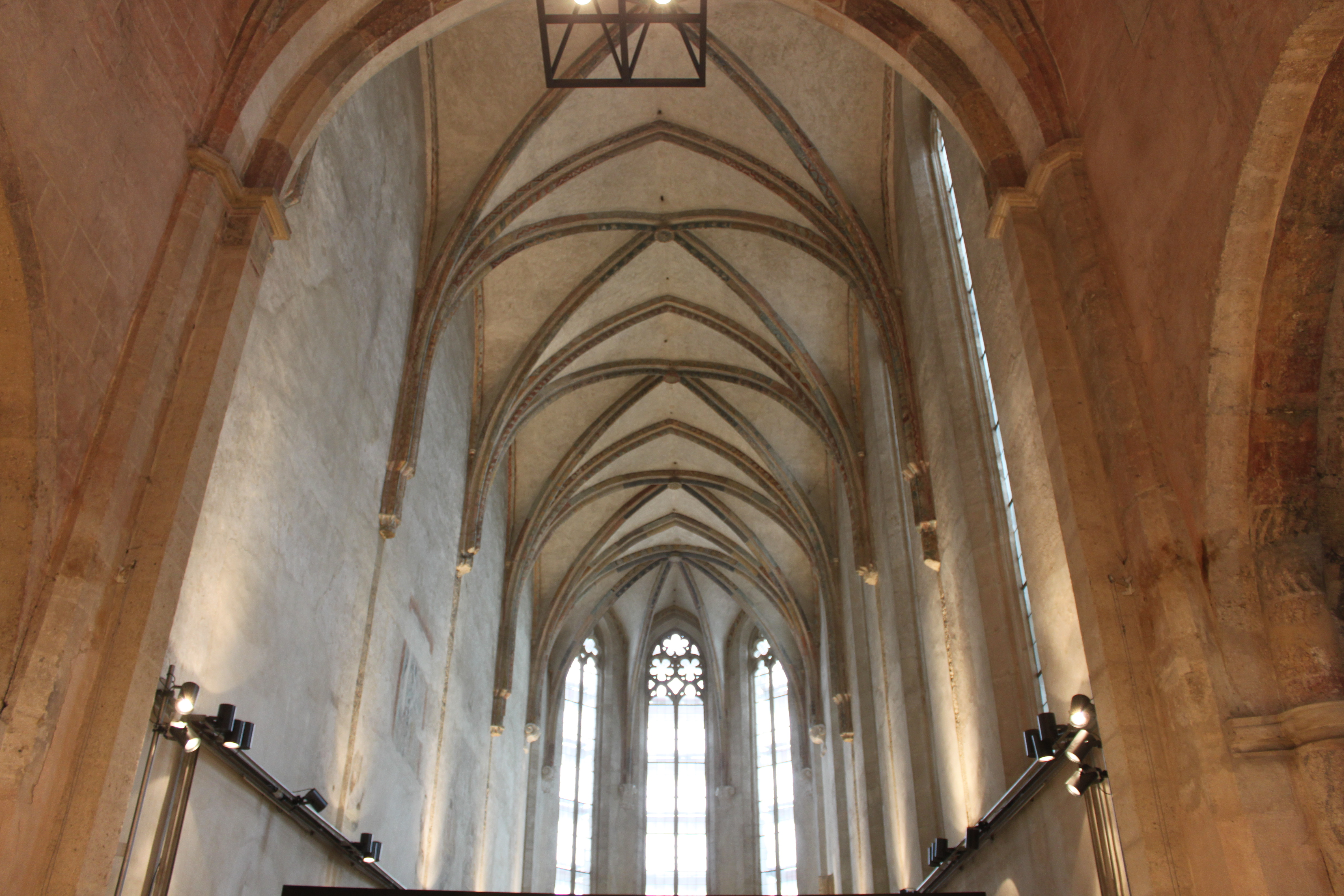
Pole křížových kleneb v chóru dominikánského kostela jsou zakončena štípanými a podříznutými konzolami, první čtvrtina 14. století, Krems an der Donau, Rakousko
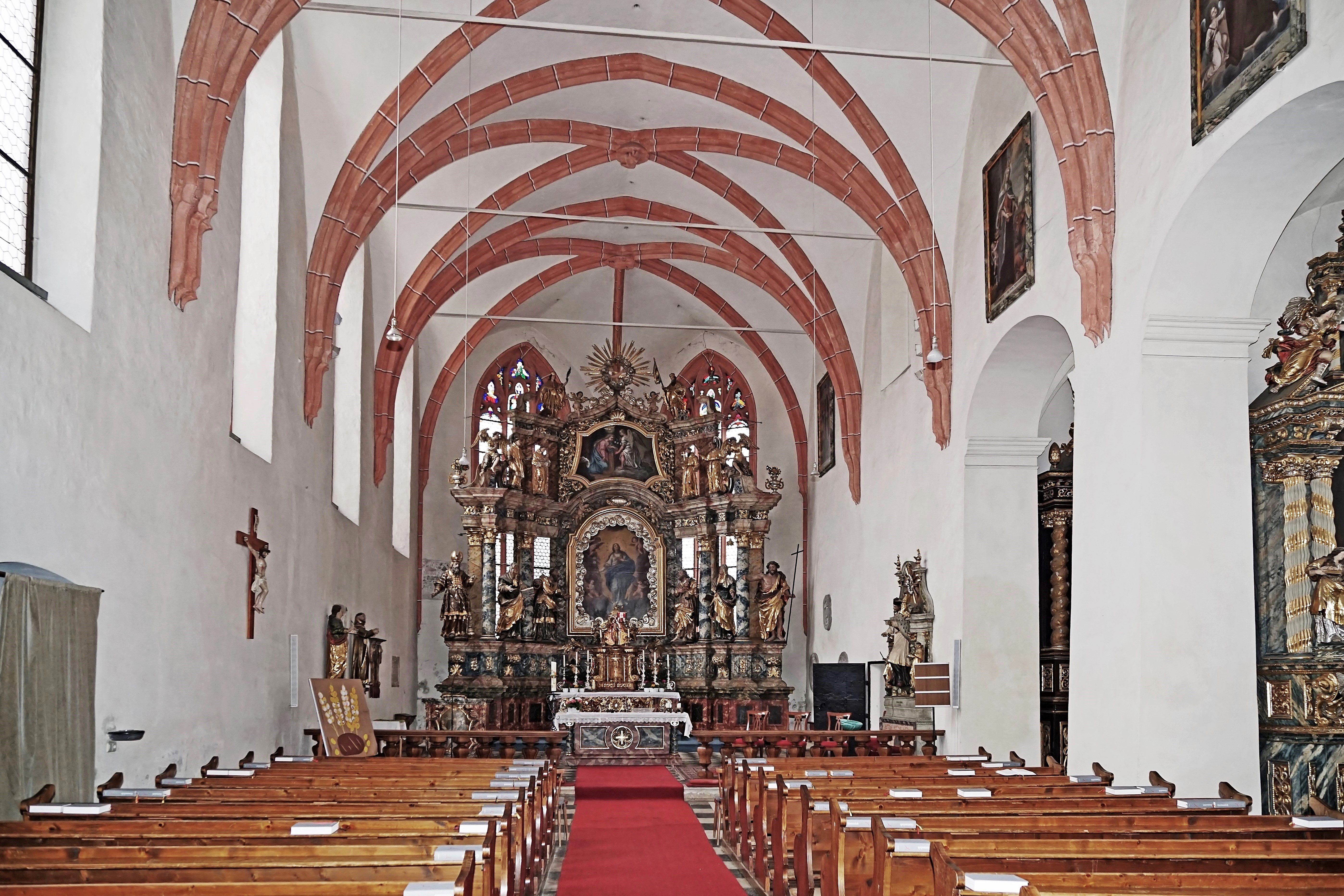
Pole křížových kleneb v lodi bývalého klaretinského kostela jsou zakončena štípanými a podseknutými konzolami, druhá čtvrtina 14. století, Sankt Veit an der Glan, Rakousko
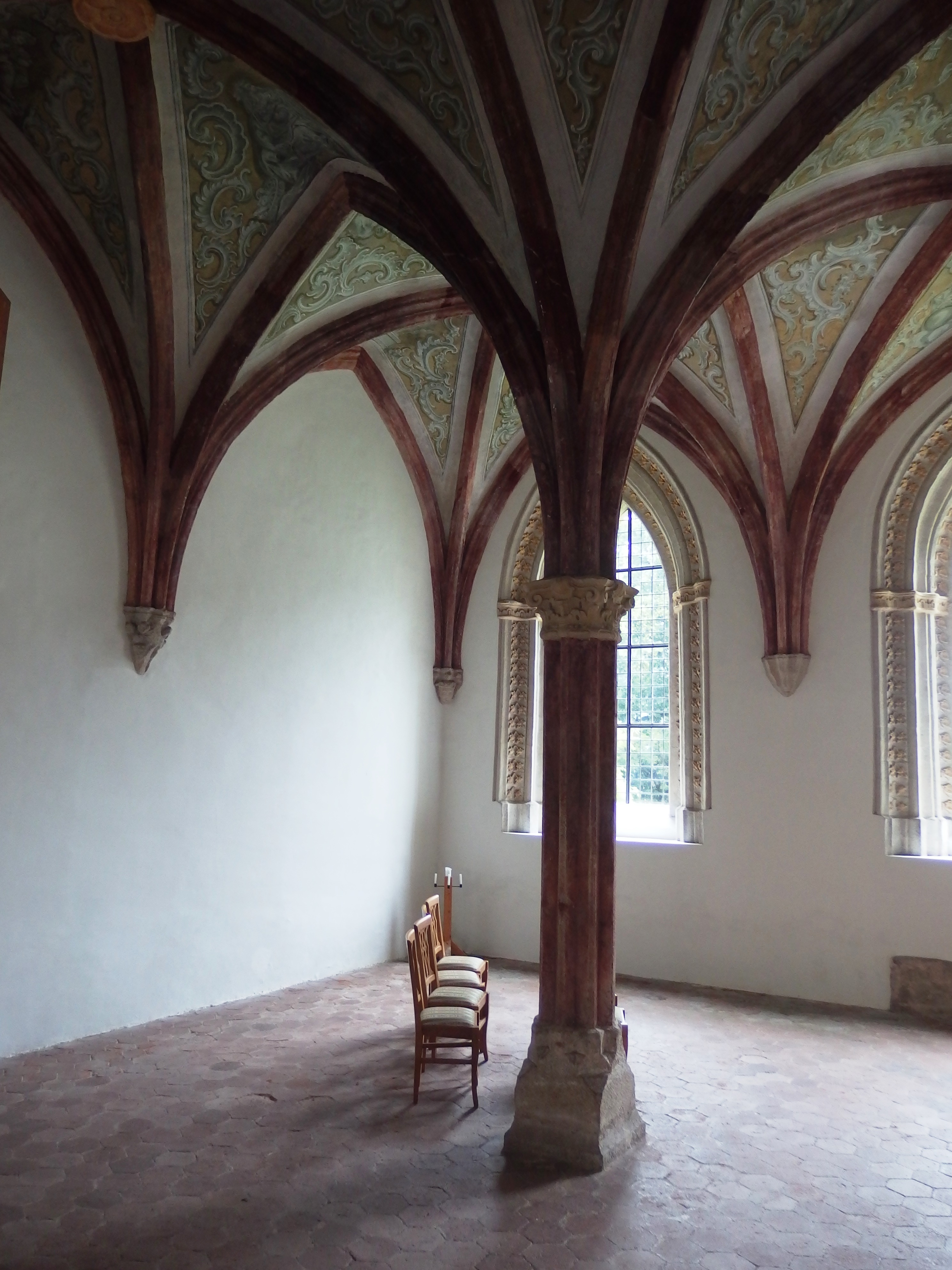
Pole křížových kleneb v kapitulní síni kláštera Zlatá Koruna jsou zakončena zkroucenými konzolami, 1300, Zlatá Koruna, Česko
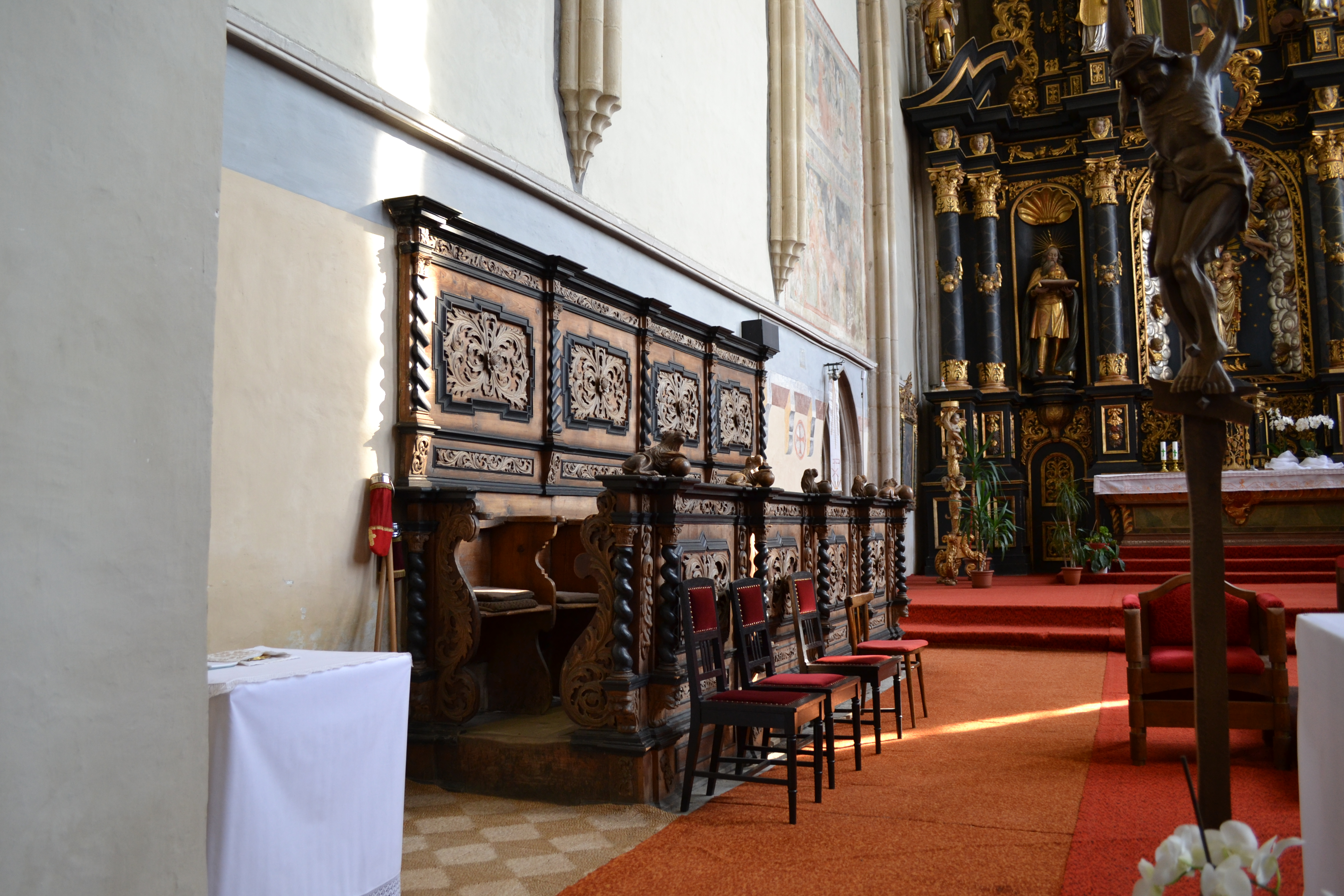
Levočské patky v presbytáři starominoritského kostela, první polovina 14. století, Levoča